# László Tőkés
László Tőkés (Cluj-Napoca, 1 d'abril de 1952) és un polític hongarès de Romania. És eurodiputat des de 2007 i va ser vicepresident del Parlament Europeu (2010-2012). Va ocupar la tercera posició en la llista de Fidesz – Unió Cívica Hongaresa per les eleccions al Parlament Europeu de 2014.
Bisbe del districte de Királyhágómellék de l'Església Reformada de Romania, també va ser president d'honor de la Unió Democràtica dels Hongaresos de Romania. És el cap del Consell Nacional Hongarès de Transsilvània, una organització civil d'hongaresos transsilvans. Tőkés està estretament relacionat amb el Partit Popular Hongarès de Transsilvània.
L'intent per canviar el seu càrrec de pastor ajudant de Timișoara va contribuir a desencadenar la revolució romanesa de 1989, que va enderrocar a Nicolae Ceaușescu i va significar el final de l'era comunista de Romania.
És membre del Grup de Reconciliació d'Històries Europees, i va ser un dels responsables per part del Grup del Partit Popular Europeu de redactar la resolució del Parlament Europeu de 2 d'abril de 2009 sobre la consciència europea i el totalitarisme.